# Nancy Filteau
Nancy Jewitt Filteau (ur. 3 kwietnia 1962) – kanadyjska judoczka. Olimpijka z Atlanty 1996, gdzie zajęła dziewiąte miejsce w wadze ciężkiej.
Uczestniczka mistrzostw świata w 1982, 1984 i 1995. Startowała w Pucharze Świata w 1995 i 1996. Srebrna medalistka igrzysk panamerykańskich w 1983 i brązowa w 1995. Zdobyła trzy medale na mistrzostwach panamerykańskich w latach 1982 - 1985. Sześciokrotna medalistka mistrzostw Kanady w latach 1981-1996.

## Letnie Igrzyska Olimpijskie 1996
| Konkurencja | Eliminacje          | Eliminacje               | Repasaże             | Klas. końcowa |
| Konkurencja | Przeciwnik I        | 1/4                      | Przeciwnik I         | Miejsce       |
| ----------- | ------------------- | ------------------------ | -------------------- | ------------- |
| 72 kg       | Yeh Wen-hua (TPE) Z | Estela Rodríguez (CUB) P | Son Hyeon-mi (KOR) P | 9.            |